# Bagdad (Flórida)
Bagdad é uma região censo-designada localizada no estado americano de Flórida, no Condado de Santa Rosa.

## Demografia
Segundo o censo americano de 2000, a sua população era de 1490 habitantes.

## Geografia
De acordo com o United States Census Bureau tem uma área de
11,0 km², dos quais 9,1 km² cobertos por terra e 1,9 km² cobertos por água.

## Localidades na vizinhança
O diagrama seguinte representa as localidades num raio de 32 km ao redor de Bagdad.